# Agrostis lacunis
Agrostis lacunis là một loài thực vật có hoa trong họ Hòa thảo. Loài này được D.I.Morris mô tả khoa học đầu tiên năm 1990.